# 法门寺
法门寺，又称為法云寺、阿育王寺，位于中国陕西省宝鸡市扶风县城北10公里处的法门镇，部分人士认为始建于东汉末年桓灵年间，有“关中塔庙始祖”之称。佛祖释迦牟尼涅槃后，遗体火化结成舍利，印度阿育王为弘扬佛法，将佛骨舍利分送世界各地，法门寺因舍利而置塔，因塔而建寺。1987年，法门寺地宫被意外发现，出土了佛祖真身指骨舍利，以及包括国家一级文物“八重宝函”（珍藏一个舍利影骨）、铜浮屠在内的数千件唐代稀世珍宝，举世震惊，使得法门寺在佛教界、学术界和考古界享有崇高地位。

## 历史沿革

### 建寺
关于建寺的时间，自唐代时就已无法准确确定。有一种说法认为法门寺及真身宝塔始建于古印度孔雀王朝阿育王（前273年－前232年）时期。阿育王统一印度后为了弘扬佛法，将佛的舍利分送世界各地，兴建八万四千塔。中国有十九处，法门寺为第五处，先建塔后建寺。北周以前法门寺名为“阿育王寺”，寺塔名为“阿育王塔”。另一种说法則獲得汉代出土的瓦当、砖刻的證明，认为法门寺建于东汉桓灵之世。
西魏恭帝二年（555年），北魏宗室拓跋育曾扩建法门寺。
有文字记载，北魏时法门寺已经存在并有较大的规模。在北周武帝时大兴灭佛运动，法门寺也几乎完全被毁。隋朝建立后推崇佛教，法门寺得以重建，但未恢复到北魏时的规模。隋文帝开皇三年（583）改称“成实道场”，仁寿二年（602年）右内史李敏二次开塔瞻礼。后并入邻近的宝昌寺，成为寺院田庄。

### 唐代
唐代200多年间，先后有高宗、武后、中宗、肃宗、德宗、宪宗、懿宗和僖宗八位皇帝六迎二送供养佛指舍利。每次迎送声势浩大，朝野轰动，皇帝顶礼膜拜，等级之高，绝无仅有。后来法门寺收留避隋末战乱中的流民，不幸失火，后在僧众的努力下重建。
唐高祖李渊武德七年（625年）敕建并改名“法门寺”。唐太宗贞观年间曾三次开塔就地瞻礼舍利。原塔俗名“圣冢”，后改建成四级木塔。高宗显庆年间修成瑰琳宫二十四院，建筑极为壮观。
贞观五年时，一个叫张亮的人获准拆望云宫来修塔，高宗显庆五年重建，建成一座四层方形楼阁式塔，后唐中宗提名为“真身宝塔”。唐中宗殷勤事佛，曾与韦等人下发入塔（于1978年秋出土），景龙四年改法门寺为“圣朝无忧王寺”，并为塔提名为“大圣真身宝塔”。在文宗开成三年曾更名为法云寺，但不久仍成法门寺。唐武宗会昌灭佛时，法门寺受到了波及。唐懿宗时佛教重新获得兴盛，并举行了唐朝最后一次迎奉佛骨的活动，法门寺在这时得以重修，地宫的情况在此后就未曾改变过。唐朝皇帝曾迎奉佛骨七次，每次都对寺院大施财物，这對寺塔的扩建有所幫助。法门寺经过多次修筑增建，形成了二十四院的形制。
据史载“三十年一开，则岁丰人和”，可干戈平息，国泰民安，风调雨顺。咸通十五年（874）正月四日，唐僖宗李儇最后一次送还佛骨时，按照佛教仪轨，将佛指舍利及数千件稀世珍宝一同封入塔下地宫，用唐密曼荼罗结坛供养。唐代诸帝笃信佛法，对舍利虔诚供养，寺院大小乘并弘，显密圆融，使法门寺成为皇家寺院及举世仰望的佛教圣地。佛塔被誉为“护国真身宝塔”。

### 五代时期
五代时期，秦王李茂贞对法门寺大加修缮，历时三十余年。后周世宗时，虽限制佛教，但法门寺没有被废除。

### 宋元时期
北宋建立后，法门寺再度复兴。宋代法门寺承袭了唐代皇家寺院之宏阔气势，被恢复到最大规模，当时仅二十四院之一的“浴室院”即可日浴千人。宋徽宗曾手书“皇帝佛国”四字于山门之上。金元之际，法门寺仍是关中名刹，“藏经碑”中有寺僧抄写大藏经5000卷之记载。多次修葺后，到金朝大安二年法门寺仍具有“寺塔倚天”的宏伟气势。金人也刻“诗碑”盛赞其寺塔：“三级风檐压鲁地，九盘轮相壮秦川”。

### 明清时期
明清时期，法门寺逐渐衰落，但仍保持一定规模。隆庆三年（1569年），历经数百年历史的唐代四级木塔崩塌。明神宗万历七年（1579），地方绅士杨禹臣、党万良等捐资修塔，历时30年建成八棱十三级砖塔，高四十七米，极为壮观。清顺治十一年（1654）因地震塔体倾斜裂缝。顺治十二年、乾隆三十四年、光绪十年对法门寺都做过修缮。同治元年法门寺在同治陕甘回变中受到破坏，此后重修，规模缩小了许多。

### 中华民国时期
中华民国成立后，法门寺驻军不断，寺院建筑大受破坏。由于天灾人祸、民不聊生，华北慈善会准备重修寺塔，以工代赈，救济灾民。民国二十八年（1939年）在爱国志士朱子桥先生的主持下，完成了晚明以来最大规模的维修。维修工程从1938年开始，1940年7月完成，一个月后佛事活动恢复。

### 中华人民共和国时期
中华人民共和国成立后，1956年8月法门寺被列入陕西省名胜古迹第一批重点保护单位。但此后庙产还是被法门镇学校占用或征为公用。

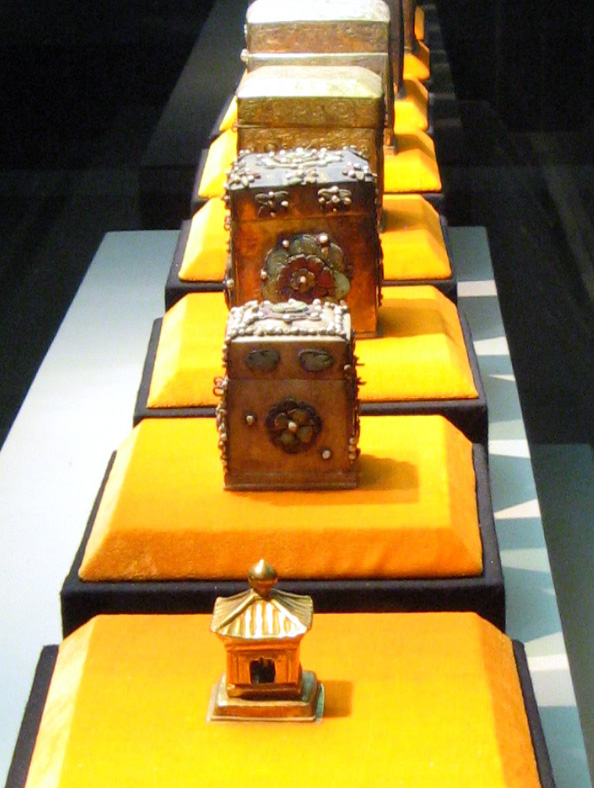
1987年，法门寺地宫出土的一个佛祖舍利的影骨，珍藏于国家一级文物“八重宝函”之中。

文化大革命期间，1966年夏，红卫兵乘坐几辆军绿色的解放大卡车，冲入法门寺“破四旧”，法门寺内众多佛像、菩萨像、十八罗汉像毁于一旦，大雄宝殿内所有的塑像均被砸，佛经被焚烧，而与此同时，年代不晚于隋唐、记录古代音乐史、因有七孔本身能发出钟磬般音节的“七音碑”亦被砸毁。红卫兵还开始挖掘塔基、欲挖地开塔，当时寺中的住持良卿法师为保护佛院和地宫，自焚圆寂于真身宝塔前、以身殉教，用自己的生命保护了塔下珍宝。其他僧侣被遣散和迫害，寺院成为“扶风县无产阶级造反派临时总指挥部”，沦为武斗场所，但地宫未被红卫兵挖掘破坏。
改革开放后，1979年后，陕西省拨款重修了一次大雄宝殿和铜佛阁。1981年8月4日凌晨1时57分，真身宝塔的半壁在大雨中崩塌。这件事引起各方关注。1984年政府落实宗教政策将法门寺交由佛教界管理。1985年陕西省政府决定重修法门寺于真身宝塔，仅存的半壁宝塔被拆除重建。

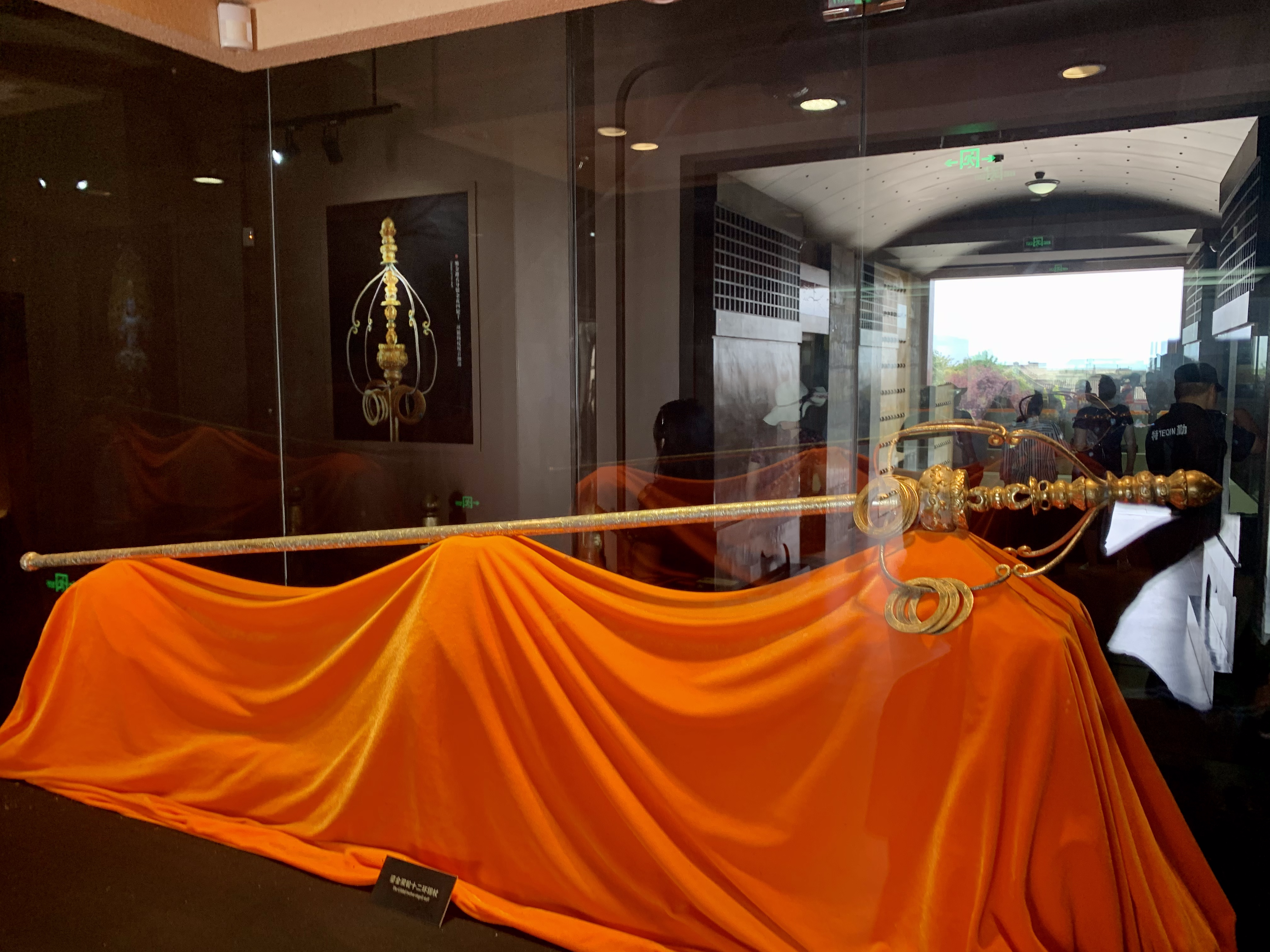
“世界锡杖之王”迎真身银金花十二环锡杖

1987年2月底重修宝塔。1987年4月3日，法门寺真身宝塔的地宫被打开，此后出土了佛祖真身指骨舍利，以及包括八重宝函、铜浮屠、“迎真身银金花十二环锡杖”等在内的数千件唐代稀世珍贵文物，但考古队开启地宫时，仍可见当年红卫兵破坏时留下的糖纸、花生皮、毛主席像章等。当时考古挖掘的专家鉴定绝大部分的文物可定为一级甲等，即最高级别。法门寺地宫的意外发现，使得法门寺在佛教界、学术界和考古界享有崇高地位，知名学者季羡林认为，同敦煌学一样，研究法门寺文物，将成为一门国际学科。
1988年，法门寺正式开放并举办了佛指舍利瞻礼法会。此后法门寺的扩建和寺塔的重修工程于1988年10月竣工，同年11月9日法门寺博物馆对外开放。
1994年应泰国僧王邀请，佛指舍利在泰国瞻礼供奉。 
2002年应台湾星云大师等邀请，佛指舍利到台湾瞻礼供奉。 
2004年应香港佛教领袖觉光长老等邀请，佛指舍利在香港瞻礼供奉。2004年1月16日，法门寺两序大众礼请中国佛教协会副会长兼秘书长学诚大和尚荣膺住持。 
2006年，经国务院核定，“法门寺遗址”列入第六批全国重点文物保护单位。
2009年5月，合十舍利塔落成暨佛指舍利安奉大典陕西法门寺文化景区举行，这是自唐朝后中国最大规模的佛祖舍利安奉大典。
2010年7月22日，西北地区首所汉传佛教高等院校“法门寺佛学院”在法门寺院正式成立。
2014年10月16日，第27届世界佛教徒联谊会在法门寺举行，这是“世佛联”大会首次在中国内地举办。

## 建筑特色

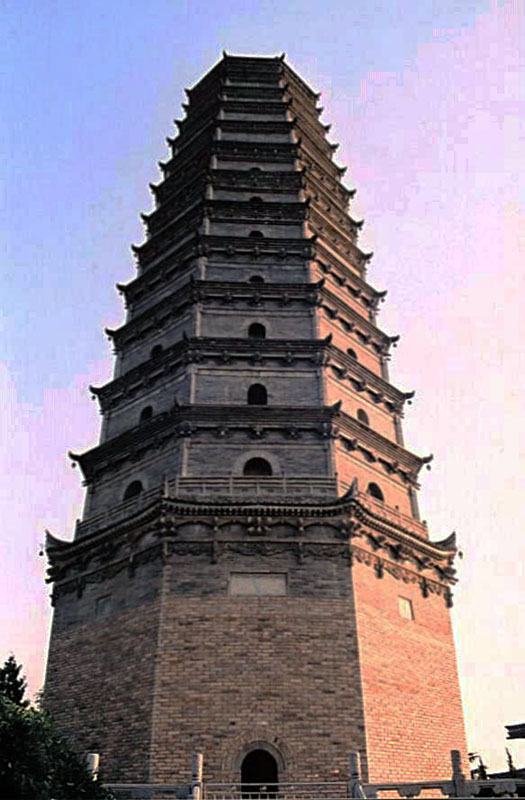
法门寺塔

法门寺目前保持了塔前殿后的格局。现在的法门寺以真身宝塔为寺院中轴，塔前是山门、前殿，塔后是大雄宝殿，这是中国早期佛教寺院的典型格局。但需要注意的是，法门寺本寺外的旅游景点不属于寺院的范围和管辖区域。真身宝塔几经易改，由唐的四层楼阁式塔到明朝的十三层砖塔，现如今是按坍塌前的明塔实测图施工复原，以钢筋水泥为骨架，青砖砌色而成。塔内还修建了平台供游人登高眺望。
地宫按唐朝状况复原，只对个别损坏严重者予以更换。整个地宫用汉白玉和石灰石板构筑而成，内壁和石门上布满雕刻。在地宫修复过程中，设置了环绕唐地宫的环形地下室，并设有佛龛。仅存于世的佛指舍利原在地宫中央供奉。合什舍利塔建成后，已移往合什舍利塔供奉。
寺院的西院是法门寺博物馆，现有多功能接待厅、珍宝阁等建筑。

## 收藏文物

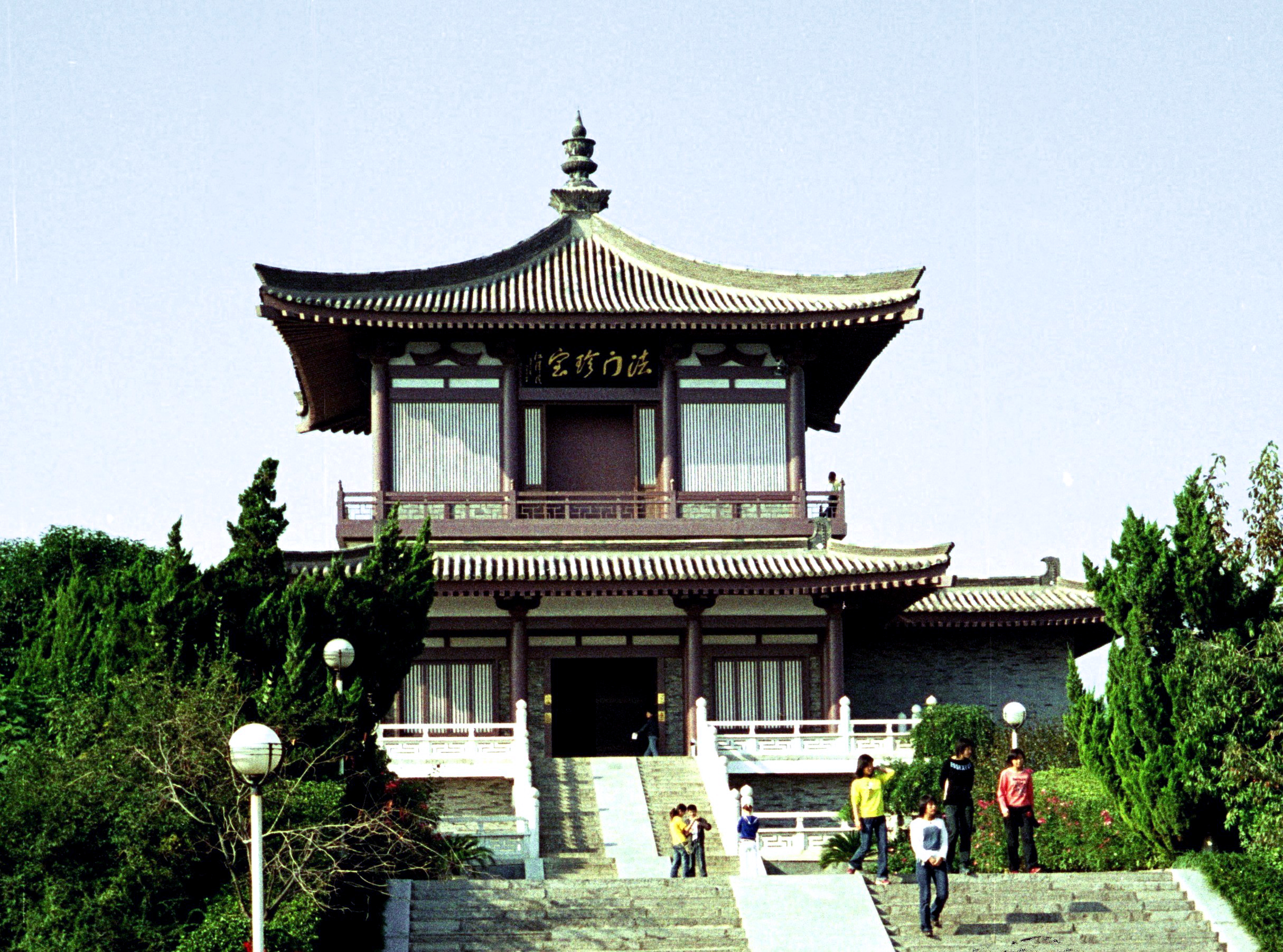
法门珍宝馆

法门寺地宫宝藏，现存法门寺内的法门珍宝馆。珍宝馆有江泽民题写“法门珍宝”额匾。

### 舍利
在地宫打开后，1987年5月5日至12日期间共发现四枚舍利。其中两枚为白玉所制，另一枚为一高僧的舍利。这三枚都属于“影骨”，和“灵骨”放置在一起是为了保护后者。“灵骨”色黄而有似骨质的颗粒分泌物，经专家鉴定，这一枚就是真身佛骨。法门寺也随着真身舍利的出土而成为佛教圣地。

### 金银器
法门寺地宫中珍藏的金银器多达120多件（组），具有很高的考古价值。这些金银器多是为皇帝迎送佛骨的活动而专门制造的礼器，做工极为考究，多刻有錾铭，为判断物主、断代提供了方便。其中还出土了许多的茶具，比如茶碾、茶碗等等，与今天日本茶道的器具几乎完全相同，证明了日本茶道来源于中国唐代。

### 琉璃器
中国的琉璃加工技术长期受西亚地区的影响，风格多是伊斯兰式的。由于难得，琉璃器同金玉之类一样珍贵。地宫中的琉璃器多是盘、碟、碗等承托器皿。共有20余件。

### 瓷器

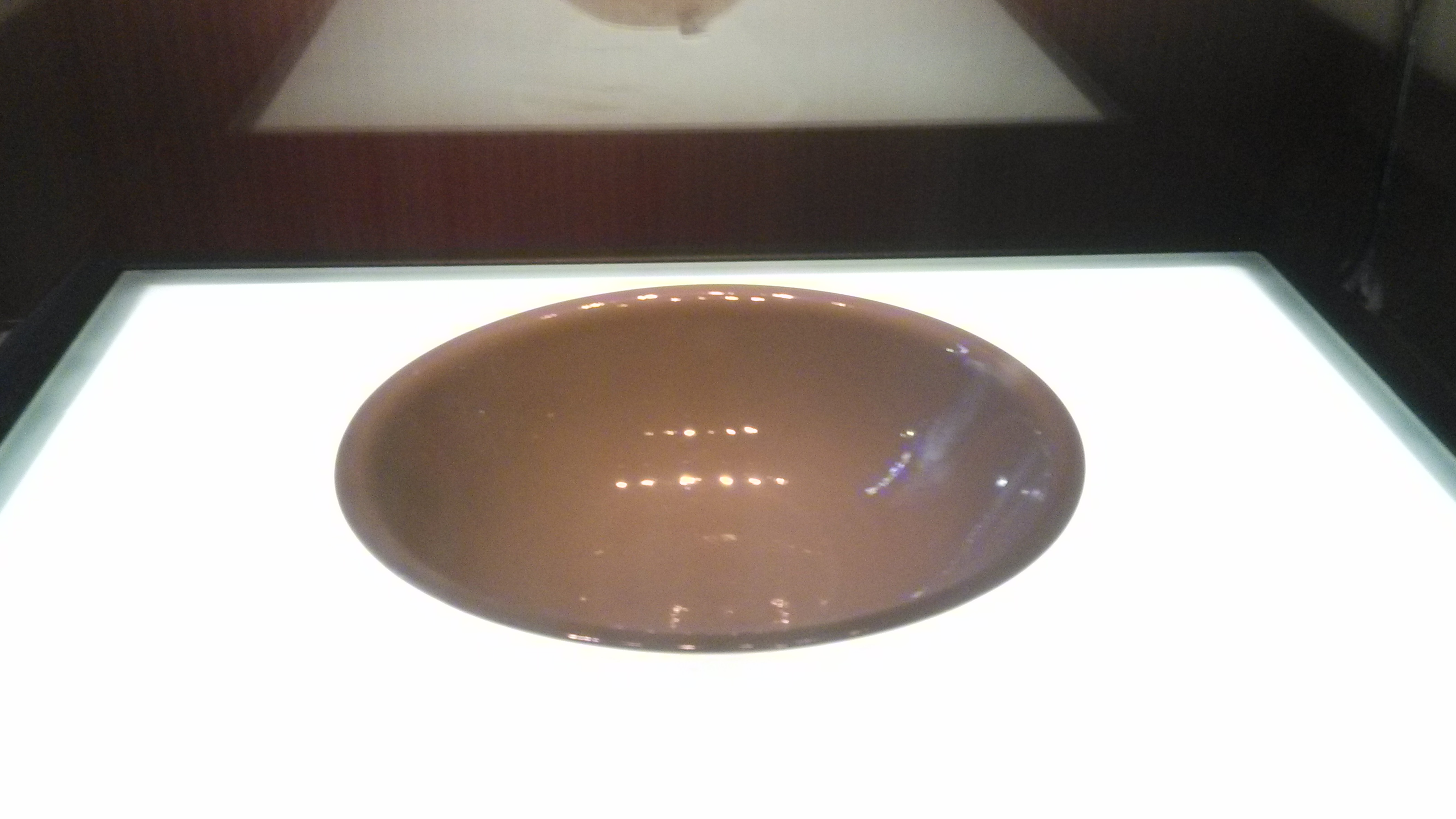
秘色瓷

在法门寺地宫开启前，对秘色瓷一直有各种说法，有认为秘色指的是一种釉色的隐秘，也有人认为是对一种颜色的叫法。地宫物账碑中记载，以及十三件秘色瓷器珍品的出土揭开了这个谜团。

### 丝织品
唐朝时中国的丝绸织物已发展到一个高峰，地宫中的丝织品就成了很好的佐证。这些物品多是历代皇后所供奉的，其中还有武则天的“武后绣裙”一件。

### 佛经
现在所指法门寺中最早的佛经是武则天时的“千佛碑”所刻《大般涅槃经》，但现已无存。唐武宗时的灭佛运动焚毁了许多法门寺的藏经，但收集、修补佛经的工作一直在进行。真身宝塔半壁坍塌后，藏经獲得整理，所藏经卷有《毗卢藏》的全部资料、《普宁藏》的全部题记和《秘密经》的目录。

### 佛像
明代的13层宝塔上共有88个佛龛，每龛一佛，到1939年整修时只剩下68尊。后经清理共有98尊佛像，许多都装有佛经，为明代和民国的装藏。

## 现状
1980年以来，法门寺在前任方丈澄观、净一法师的住持下，相继建成大雄宝殿、玉佛殿、禅堂、祖堂、斋堂、寮房、佛学院等仿唐建筑。

### 法门寺文化景区

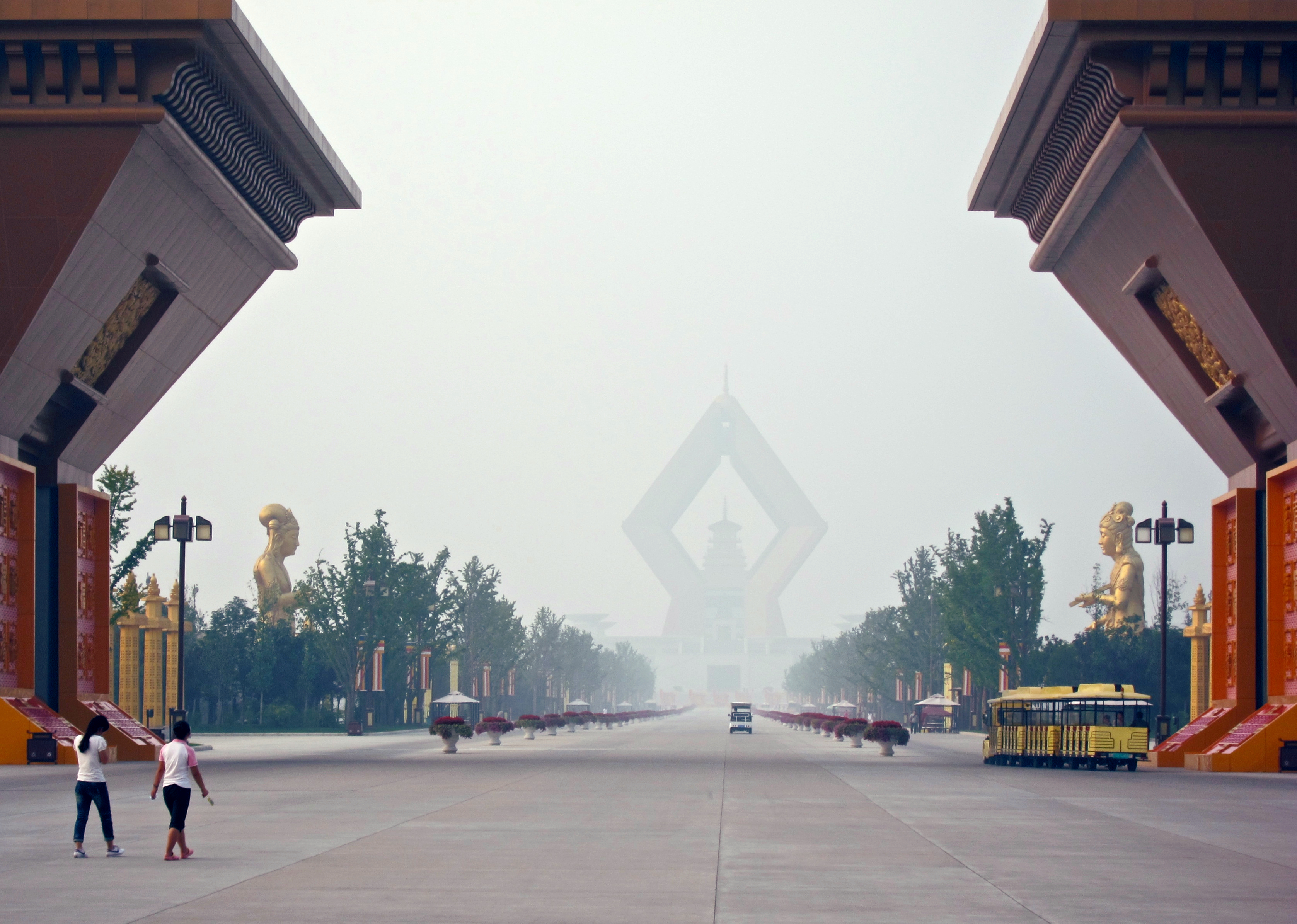
法门寺文化景区

法门寺文化景区位于中国陕西省宝鸡市扶风县，在陕西省政府统一部署下，委派曲江新区管委会依托法门寺（法门寺是由佛教界僧众管理的佛教宗教场所） 寺院开发建设的佛文化景区，俗称“法门寺文化景区”。景区整体占地面积达1300亩。景区佛光大道尽头处的合十舍利塔内供奉着释迦牟尼佛指舍利 。2013年10月因为饱受争议的经营行为曲江管委会已经退出法门寺文化景区管理，法门寺文化景区改由宝鸡市政府成立的法门寺管委会进行管理，法门寺管委会由宝鸡市政府副市长张敬原担任主任，法门寺监院智超法师担任法门寺景区管委会副主任，法门寺监院贤空法师担任法门寺景区管委会委员，代表法门寺僧团与宝鸡市政府共同对法门寺文化景区进行管理，法门寺管委会随后对法门寺景区存在的问题进行整改。2014年6月30日，中国佛教协会新闻发言人明杰法师在第27届世佛联大会新闻发布会上代表中国佛教协会正式对法门寺之前的问题作出说明，明杰法师表示“法门寺景区确实出现过借佛敛财、过度商业化的现象，但不法分子强迫游客烧高香等现象已经得到了整治。陕西省宗教工作部门已批准将法门寺合十舍利塔一层包括地宫中厅交由法门寺僧团管理使用。” 

### 法门寺佛学院
2004年11月11日，适逢药师佛圣诞，法门寺佛学班成立。2007年12月，法门寺佛学院经国家宗教事务局批准，开始试运行。2010年5月，法门寺佛学院正式成立，属于省级佛教院校。学院位于陕西法门寺院内，是西北第一所汉传高等佛学院。